# CXorf40B
CXorf40B (англ. Chromosome X open reading frame 40B) – білок, який кодується однойменним геном, розташованим у людей на довгому плечі X-хромосоми. Довжина поліпептидного ланцюга білка становить 158 амінокислот, а молекулярна маса — 17 780.
| 10         |  | 20         |  | 30         |  | 40         |  | 50         |
| ---------- |  | ---------- |  | ---------- |  | ---------- |  | ---------- |
| MKFGCLSFRQ |  | PYAGFVLNGI |  | KTVETRWRPL |  | LSSQRNCTIA |  | VHIAHRDWEG |
| DACRELLVER |  | LGMTPAQIQA |  | LLRKGEKFGR |  | GVIAGLVDIG |  | ETLQCPEDLT |
| PDEVVELENQ |  | AALTNLKQKY |  | LTVISNPRWL |  | LEPIPRKGGK |  | DVFQVDIPEH |
| LIPLGHEV   |  |            |  |            |  |            |  |            |

A: Аланін

C: Цистеїн

D: Аспарагінова кислота

E: Глутамінова кислота

F: Фенілаланін

G: Гліцин

H: Гістидин

I: Ізолейцин

K: Лізин

L: Лейцин

M: Метіонін

N: Аспарагін

P: Пролін

Q: Глутамін

R: Аргінін

S: Серин

T: Треонін

V: Валін

W: Триптофан